# Kabhi Haan Kabhi Naa

Kabhi Haan Kabhi Naa en français (Parfois oui parfois non) est une comédie romantique indienne de Bollywood réalisée par Kundan Shah et sortie en 1993. Les rôles principaux sont tenus par Shahrukh Khan(Sunil), Suchitra Krishnamurthy (Anna) et Deepak Tijori (Cris).

## Synopsis
Sunil, jeune homme peu doué pour les études, a une passion dans laquelle il excelle : la musique. Il rêve de voir percer le groupe qu'il a formé avec ses amis et tente de se faire engager au China Town, "le" club de musique de la ville. Sunil vit aussi pour son autre passion : Anna, la si douce chanteuse du groupe, d'origine sociale modeste. Il ne pense qu'à elle et l'inonde d'attentions. Mais Chris, le très fortuné guitariste du groupe, est lui aussi fou amoureux d'Anna qui partage ses sentiments. Par jalousie, Sunil élabore plusieurs stratagèmes afin de brouiller les deux tourtereaux mais Anna s'en aperçoit et rompt tout lien avec lui, l'excluant du groupe. Solitaire et fou de chagrin, Sunil continue de composer.

Cependant, la chance semble tourner quand le China Town réclame des chansons nouvelles et originales, dont seul Sunil a le secret, et que, lors d'une grande fête, les parents de Chris annoncent aux invités, le mariage arrangé de leur fils avec une jeune fille de leur milieu, rendant impossible son union avec Anna.

## Fiche technique
- Titre : Kabhi Haan Kabhi Naa (trad. : Parfois oui, parfois non)
- Titre hindi : कभी हाँ कभी ना
- Titre ourdou : کبھی ہاں کبھی نہ
- Réalisation : Kundan Shah
- Scénario : Kundan Shah
- Musique : Jatin Lalit
- Paroles : Majrooh Sultanpuri
- Chorégraphie : Farah Khan
- Producteur : Vikram Mehrotra
- Genre : comédie romantique
- Date de sortie : 25 février 1993
- Pays :  Inde
- Durée : 158 minutes environ

## Distribution
- Shah Rukh Khan : Sunil
- Suchitra Krishnamurthy : Anna
- Deepak Tijori : Chris
- Ashutosh Gowariker : Imran
- Naseeruddin Shah : Père Briganza

## Musique
Le film comporte six chansons composées par Jatin Lalit, écrites par Majrooh Sultanpuri et chorégraphiées par Farah Khan.
- Aana Mere Dil Ko Na Tum interprétée par Kumar Sanu et Alka Yagnik
- Ae Kash Ke Hum Hosh Mein interprétée par Kumar Sanu
- Deewana Dil Deewana interprétée par Amit Kumar et Udit Narayan
- Kyon Na Hum Milke Pyar Kare interprétée par Amit Kumar et Udit Narayan
- Sachi Yeh Kahani Hai interprétée par Amit Kumar et Alka Yagnik
- Woh To Hai Albela interprétée par Kumar Sanu et Devki

## Récompenses
Filmfare Awards 1994
- Prix du Meilleur acteur décerné par la critique : Shahrukh Khan
- Prix du Meilleur film décerné par la critique : Kabhi Haan Kabhi Naa